# الدرة المضية في الرد على ابن تيمية (كتاب)
الدرة المضية في الرد على ابن تيمية هو كتاب عبارة عن عدة رسائل ألفها الإمام تقي الدين السبكي - والد الإمام تاج الدين السبكي صاحب طبقات الشافعية الكبرى - في الرد على ابن تيمية.
ألف التقي السبكي عدة رسائل في مسألة الطلاق رداً على ابن تيمية، منها:
1. الدرة المضية في الرد على ابن تيمية.
2. نقد الاجتماع والافتراق في مسائل الأيمان والطلاق.
3. النظر المحقق في الحلف بالطلاق المعلّق.

وله رسالة بعنوان «الاعتبار ببقاء الجنة والنار» رد بها على ابن تيمية وتلميذه ابن القيم القائلين [بحاجة لمصدر] بفناء النار تبعاً لجهم بن صفوان. وكذلك رد عليه التقي السبكي في مسألة شد الرحال في كتابه «شفاء السقام في زيارة خير الأنام».

## التعريف بالمؤلف
هو الإمام العلامة الحافظ الفقيه المجتهد النظار الزاهد قاضي القضاة تقي الدين أبو الحسن علي بن عبد الكافي السبكي الكبير. ولد بسبك من قرى المنوفية بمصر سنة 683 هـ. تفقه على ابن الرفعة، وأخذ التفسير عن العلم العراقي والحديث عن الشرف الدمياطي، والقراءات عن التقي الصائغ، والأصلين والمعقول عن العلاء الباجي، والخلاف والمنطق عن السيف البغدادي، والنحو عن أبي حيان الأندلسي. رحل في طلب الحديث إلى الشام والإسكندرية والحجاز وسمع من شيوخها كابن الموازيني وابن مشرف وابن الصواف والرضي الطبري وآخرين يجمعهم معجمه الذي خرجه له الحافظ أبو الحسين بن أيبك في عشرين جزءاً.
- قال الحافظ أبو المحاسن الحسيني: «عني بالحديث أتم عناية وكتب بخطه المليح الصحيح المتقن شيئاً كثيراً من سائر علوم الإسلام، وهو ممن طبق الممالك ذكره ولم يخف على أحد عرف أخبار الناس أمره، وسارت بتصانيفه وفتاويه الركبان في أقطار البلدان، وكان ممن جمع فنون العلم .. مع الزهد والورع والعبادة الكثيرة والتلاوة والشجاعة والشدة في دينه.»[1]
- وقال الجلال السيوطي: «أقبل على التصنيف والفتيا وصنف أكثر من مائة وخمسين مصنفاً، وتصانيفه تدل على تبحره في الحديث وغيره وسعة باعه في العلوم، وتخرج به فضلاء العصر، وكان محققاً مدققاً نظاراً جدلياً بارعاً في العلوم، له في الفقه وغيره الاستنباطات الجليلة والدقائق اللطيفة والقواعد المحررة التي لم يسبق إليها، وكان منصفاً في البحث على قدم من الصلاح والعفاف، ومصنفاته ما بين مطول ومختصر، والمختصر منها لابد وأن يشتمل على ما لا يوجد في غيره من تحقيق وتحرير لقاعدة واستنباط وتدقيق.»[1]
- وقال الحافظ ابن حجر: «ولي قضاء دمشق سنة 739 بعد وفاة الجلال القزويني فباشر القضاء بهمة وصرامة وعفة وديانة، وأضيفت إليه الخطابة بالجامع الأموي فباشرها مدة وولي التدريس بدار الحديث الأشرفية بعد وفاة المزي، وما حفظ عنه في التركات ولا في الوظائف ما يعاب عليه، وكان متقشفاً في أموره متقللاً من الملابس حتى كانت ثيابه في غير الموكب تقوم بدون ثلاثين درهماً، وكان لا يستكثر على أحد شيئاً حتى أنه لما مات وجدوا عليه اثنين وثلاثين ألف درهم ديناً فالتزم ولداه التاج والبهاء بوفائها، وكان لا تقع له مسألة مستغربة أو مشكلة إلا ويعمل فيها تصنيفاً يجمع فيه شتاتها طال أو قصر.»[1]
- وقال الزين العراقي: «تفقه به جماعة من الأئمة وانتشر صيته وتواليفه ولم يخلف بعده مثله.»
- وقال الإسنوي في «طبقاته»: «كان أنظر من رأيناه من أهل العلم، ومن أجمعهم للعلوم، وأحسنهم كلاماً في الأشياء الدقيقة، وأجلدهم على ذلك، إن هطل در المقال فهو سحابه، أو اضطرم نار الجدال فهو شهابه، وكان شاعراً أديباً، حسن الحظ، وفي غاية الإنصاف والرجوع إلى الحق في المباحث، ولو على لسان آحاد المستفيدين منه، خيّراً، مواظبا على وظائف العبادات، كثير المروءة، مراعياً لأرباب البيوت، محافظاً على ترتيب الأيتام في وظائف آبائهم.»[2]
- وقال الصلاح الصفدي: «الناس يقولون ما جاء بعد الغزالي مثله وعندي أنهم يظلمونه بهذا وما هو عندي إلا مثل سفيان الثوري.»[1]
- وفي طبقات المفسرين للداوودي: «تقي الدين أبو الحسن الفقيه الشافعي المفسر الحافظ الأصولي النحوي اللغوي المقرئ البياني الجدلي الخلافي النظار البارع، شيخ الإسلام أوحد المجتهدين.»[2]
- وقال الحافظ الذهبي في حقه:[2][3]

- وقال عنه أيضاً - في آخر شعر قاله - يمدح به تقي الدين السبكي:[4]

## محتوى الكتاب

### مطلع «الدرة المضية» وما أحدثه ابن تيمية في أصول العقائد
- قول ابن تيمية بحوادث لا أول لها، عده الصفة القديمة حادثة والمخلوق الحادث قديماً، بث دعاته في الأقطار لنشر دعوته، تلاعبه بأنكحة المسلمين.

#### الفصل الأول في حكم تعليق الطلاق
- إجماع الأمة على وقوع الطلاق البدعي كالسني.
- وقوع الطلقات الثلاث بلفظ واحد اتفاقاً مع خلاف العلماء في كون جمعها بدعياً أو غير بدعي.
- الإجماع على وقوع الطلاق المعلق كوقوع المنجز قبل حدوث الظاهرية.
- تقسيم الطلاق المعلق إلى ما يعلق على وجه اليمين وإلى ما يعلق على غير وجه اليمين واتحادهما في الحكم.
- سرد أسماء من نقل الإجماع على وقوع الطلاق بقسمي التعليق واتفاق الأئمة المتبوعين في ذلك.
- خطر مخالفة الإجماع وما يدل على ذلك من الكتاب والسنة.
- عزو ابن تيمية إلى طاوس عكس ما يقوله في تعليق الطلاق وإظهار كذبه في نقله من مصنف عبد الرزاق.
- كذب ابن تيمية أولاً وآخراً وإثبات تعليق الطلاق في عهد الصحابة وحكمهم بالإيقاع عند الحنث.
- إسقاط ابن تيمية من حديث عائشة لفظاً يتنافى مع هواه يدل على أنه لم يكن في موضع الثقة في النقل.
- إجماع أهل القرون الفاضلة على وقوع الطلاق المعلق وذكر أسمائهم.

#### الفصل الثاني في كلام إجمالي يدفع تلبيس ابن تيمية وبيان الخطر في أخذ غير المجتهد والعامي بالعمومات والإطلاقات الورادة فيالكتابوالسنة
- عدة أمثلة جليلة ترجع من تعدى طوره إلى رشده في الأخذ بالعمومات والإطلاقات.
- الفصل الثالث في رد تمسك ابن تيمية بالآيتين (بما عقدتم الأيمان) و (عرضة لأيمانكم).

### نقد الاجتماع والافتراق في مسائل الأيمان والطلاق
- بيان أنواع الأيمان وتفصيل أقسامها الأربعة.
- تفنيد قول ابن تيمية باندراج الحلف بالطلاق في اليمين بالله.
- بيان أن الطلاق إنما يدخل في ايمان البيعة بعد عهد الحجاج إذا نوى الحالف ذلك.

### النظر المحقق في الطلاق المعلق
ذكر ثمانية وجوه تدل على وقوع طلاق الحالف بالطلاق.

### الاعتبار ببقاء الجنة والنار
ونقل ابن حزم الإجماع على إكفار منكره
- عدد الآيات الواردة في الخلود في النار.
- سرد ما يدل على الخلود في الجنة من الآيات.
- تلخيص عدد الآيات الواردة في تأبيد الجنة والنار.
- رد تشكيك ابن تيمية في الخلود بآيات لا متمسك له بها وإظهار عوار قوله.
- الكشف عن تلبيس ابن تيمية بتصرفه في أقوال مجملة تعزى إلى بعض السلف.
- دسيسة ابن تيمية فيما تطرق به إلى حلول الحوادث في بذات الباري تعالى.